# Glaucostola metaxantha
Glaucostola metaxantha är en fjärilsart som beskrevs av William Schaus 1905. Glaucostola metaxantha ingår i släktet Glaucostola och familjen björnspinnare. Inga underarter finns listade i Catalogue of Life.